# Ciclocarrer

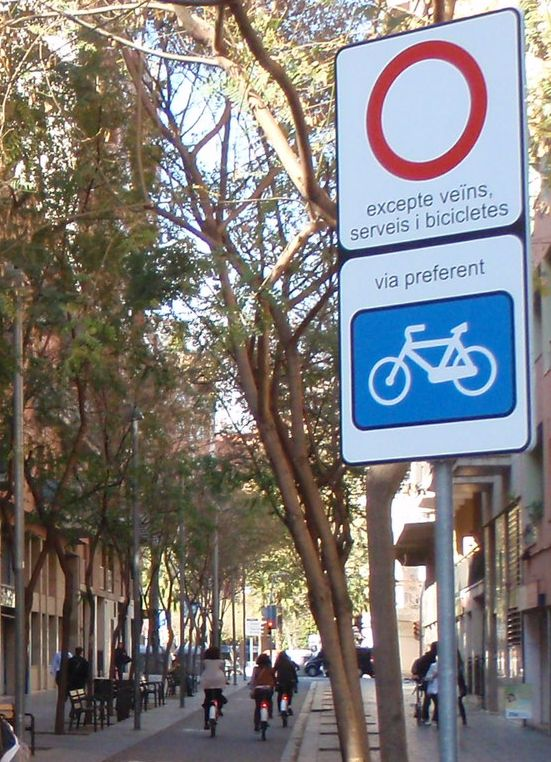
Ciclocarrer a Barcelona al costat de la senyalització vertical indicadora.

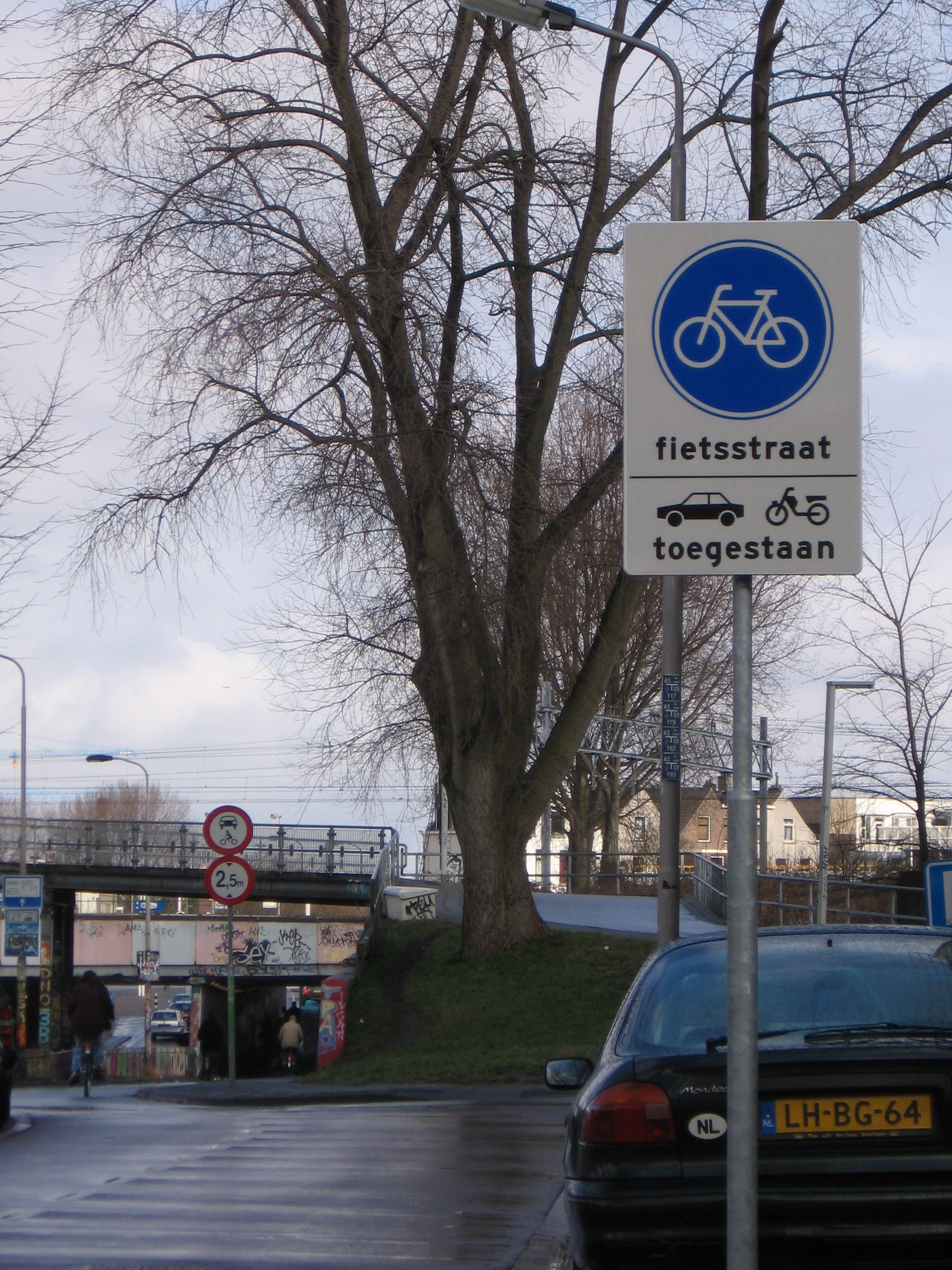
Ciclocarrer en els Països Baixos

Un ciclocarrer és un carrer amb la velocitat màxima limitada a 30 km/h on les bicicletes tenen preferència sobre la resta de vehicles. Els altres vehicles també tenen permès l'ús de la via.
També hi ha una variant anomenada ciclocarril, que és l'únic carril d'una via de diversos carrils en què hi ha un límit de velocitat de 30 km/h i les bicicletes tenen prioritat sobre els altres vehicles.

## Avantatges
Un ciclocarrer és per a:
- aconseguir que les bicicletes usen la calçada en comptes de la vorera.
- proporcionar més seguretat per als ciclistes, ja que la diferència de velocitat entre ells i els vehicles motoritzats és menor.
- proporcionar un lloc que convidi a fer servir la bicicleta, ja que els ciclistes se senten menys intimidats pels vehicles motoritzats i en cas d'accident els danys són menors.
- dissuadir els automobilistes d'usar tals carrers perquè són més lents, cosa que proporciona un espai segur per als ciclistes.

A més, la seua execució és ràpida i de cost mínim.

## Desavantatges
Hi ha automobilistes que pensen que, si hi ha un ciclocarrer (o un carril o una vorera bici), llavors els carrers normals són només per a cotxes i les bicicletes han de fer servir el ciclocarrer. Això és fals, ja que les bicicletes, com a vehicles que són, estan autoritzades a fer servir totes les vies urbanes.
Un altre problema actual amb els ciclocarrers és que no hi ha una senyalització coherent, ni entre països, ni entre ciutats d'un mateix país.
De vegades s'usa el nom de ciclocarrer per referir-se al que en realitat són ciclocarrils, que tenen més desavantatges que els ciclocarrers.

## Característiques
A més de complir amb la definició de ciclocarrer, perquè la idea de ciclocarrer funcione com s'espera cal atendre a una sèrie de mesures.
- Ha d'haver-hi una xarxa prou àmplia, interconnectada amb la resta de carrils i voreres bici del municipi.
- Han d'estar convenientment senyalitzats, tant amb senyalització vertical com horitzontal. Els potencials usuaris han de conèixer la seua existència.
- S'ha d'assegurar el compliment del codi de circulació per part de vehicles motoritzats i bicicletes.
- En el traçat dels ciclocarrers cal considerar quina acollida tindran en cada zona i quines millores portaran per a la circulació amb bicicleta en aquesta zona.

## Ciclocarrers pel món

### A Alemanya
El codi de circulació alemany (StVO) esmenta els ciclocarrers (Fahrradstraße) ja el 1997.
L'estiu de 2014 es comptaven més de 140 ciclocarrers a tot Alemanya, amb Múnic com a ciutat que més ciclocarrers tenia.
Ja el 1998 es planteja la possibilitat de traçar una xarxa de ciclocarrers a la ciutat de València i després de molts viaranys s'estableix el primer ciclocarrer a València el 14 de novembre del 2008. Aquesta xarxa de ciclocarrers s'ha mostrat insuficient en opinió d'alguns activistes de la mobilitat urbana, que suggereixen, entre d'altres, l'ús de guals per a assegurar el compliment de la limitació de velocitat màxima.
A Madrid es comencen a implementar al voltant de 2014 i a Medina del Campo hi ha un pla director de la Bicicleta que esmenta els ciclocarrers (tot i que podria referir-se en realitat a la idea de ciclocarril).